# Antikrist (Nietzsche)
Djelo je nastalo 1888. Stil pisnja (izričaj) jest kao i uvijek prepoznatljiv: poetsko-filozofski. Upravo iz tog razloga se i ne može napraviti jedan sustavan pregled djela. Ideje su iznesene bljeskovito. 
Što se tiče samog naslova djela, on ne odgovara sadržaju. Ne govori se ni o kakvom Antikristu, već je Antikrist onaj koji nam pripovjeda - Nietzsche. Nietzsche sam sebe naziva Antikristom, potpisavši se na kraju: Antikrist. 
Sadržaj samoga djela jest zapravo kritika kršćanstva i zapadne filozofije. Kršćanstvo se suprotstavlja moralu, kojega on zastupa. On smatra da je moralno sve ono što je u ljudskoj naravi, stoga je najveća vrijednost moć. Što se tiče filozofije, nju smatra sredstvom kojim se kršćanstvo služi da bi proguralo svoje stavove. 
Na Krista gleda kao na nekog flegmatika. Oni ga sude, a njega nije briga. Pravi kršćanin ne postoji, jedini kršćanin bio je samo jedan i on je umro na križu. 
Bog ne postoji, On je izmišljotina svećenika, koji su ga izmislili da bi povećali svoju moć. Prema tome, Božja je volja ono što svećenik hoće imati. Iz toga razloga svećenik je najgora vrsta čovjeka - hipokrit. 
Završava s osudom kršćanstva: "Zakon protiv Kršćanstva"; i na kraju potpis: Antikrist.

## Vanjske poveznice
- Antikrist, (engl.)  Arhivirana inačica izvorne stranice od 7. lipnja 2017. (Wayback Machine)